# Marijke Callebaut
Marijke Callebaut, född 11 augusti 1980, är en före detta fotbollsspelare från Belgien (mittfältare) som spelat i Djurgårdens IF Dam säsongerna 2008 och 2009. Hon kom från Hammarby IF DFF 2007.